# Вінстон (Нью-Мексико)
Вінстон (англ. Winston) — переписна місцевість (CDP) в США, в окрузі Сьєрра штату Нью-Мексико. Населення — 47 осіб (2020).

## Географія
Вінстон розташований за координатами 33°20′45″ пн. ш. 107°38′55″ зх. д. / 33.34583° пн. ш. 107.64861° зх. д. (33.345962, -107.648727).  За даними Бюро перепису населення США в 2010 році переписна місцевість мала площу 1,10 км², уся площа — суходіл.

## Демографія
Згідно з переписом 2010 року, у переписній місцевості мешкала 61 особа в 36 домогосподарствах у складі 15 родин. Густота населення становила 55 осіб/км².  Було 67 помешкань (61/км²).
Расовий склад населення:
| - 90,2 % — білих - 8,2 % — корінних американців - 1,6 % — осіб інших рас |

До двох чи більше рас належало 0,0 %. Частка іспаномовних становила 32,8 % від усіх жителів.
За віковим діапазоном населення розподілялося таким чином: 11,5 % — особи молодші 18 років, 49,2 % — особи у віці 18—64 років, 39,3 % — особи у віці 65 років та старші. Медіана віку мешканця становила 59,5 року. На 100 осіб жіночої статі у переписній місцевості припадало 125,9 чоловіків;  на 100 жінок у віці від 18 років та старших — 125,0 чоловіків також старших 18 років.
Цивільне працевлаштоване населення становило 20 осіб. Основні галузі зайнятості: транспорт — 55,0 %, сільське господарство, лісництво, риболовля — 45,0 %.